# 張澤相
张泽相（韓語：장택상，1893年10月22日—1969年8月1日）大韓民国的獨立運動家、警察、政治家。 1945年-1948年駐朝鮮美軍政廳的警官，大韓民國建國後第一代外務部部長，联合国特派大使，第三屆韩国总理。2-5屆大韓民国國會議員。英國爱丁堡大学畢業，字 致雨（치우），號滄浪（창랑）。朝鲜王朝的貴族家出身，朝鲜的文臣张承远的三男，慶尙北道漆谷郡北邑吾太里出生。本貫仁同張氏。

## 生平
15歳远渡日本，1909年早稻田大学入学，同年10月在安重根的伊藤博文暗殺事件影响下，1910年流亡中国上海，投身独立運動。此后在俄罗斯等国家流亡，并在1919年从德国到达英国爱丁堡，进入爱丁堡大学，但中途退学。25岁到美国，与李承晚和赵炳玉等交流革命感想。
1945年光复后回到漢城，参与组建韩国民主党。由于英国留学经验被推荐为京畿道警察厅警察部长、第一辖区警察厅长、首都警察厅厅长，主导镇压朝鲜共产党员和南劳党，同年10月开始任职到1948年。
1948年8月13日大韩民国政府成立，担任第一任外务部部長和第5届、第6届联合国代表团团长。李承晚拒绝他提名的驻中大使和驻英大使，他对此抗议并提交了辞职书，12月24日正式辞任。
1950年5月30日进行的第2代總選舉以慶尚北道无党派身份参加并当选，6月19日召开的国会上，张泽相与曹奉岩、金東成被选为共同副議長，同年被选为弾劾裁判所議長，以韩国代表的身份出席聯合國大會。2年后的1952年5月6日被选为第3代国务总理，同年7月4日为直接选舉制度和国会的两院制为主要内容的修宪案（通称特殊改宪案）通过做出贡献。但是在修改宪法时，警方介入（釜山政治波動），9月30日提交了辞呈，10月15日正式辞任。
1952年被选为大韩足球协会会长，1954年辞任。1956年任院内国民主权擁護斗争委员会委员长一职。1958年任反共斗争委员会委员长。1961年朴正熙5·16军事政变之后，在1963年的第6代总選挙落選。1964年任反对朴正熙的韩日会谈的泛国民运动——对日屈辱外交反对泛国民斗争委员会委员长，1966年2月任新韩党的顾问。

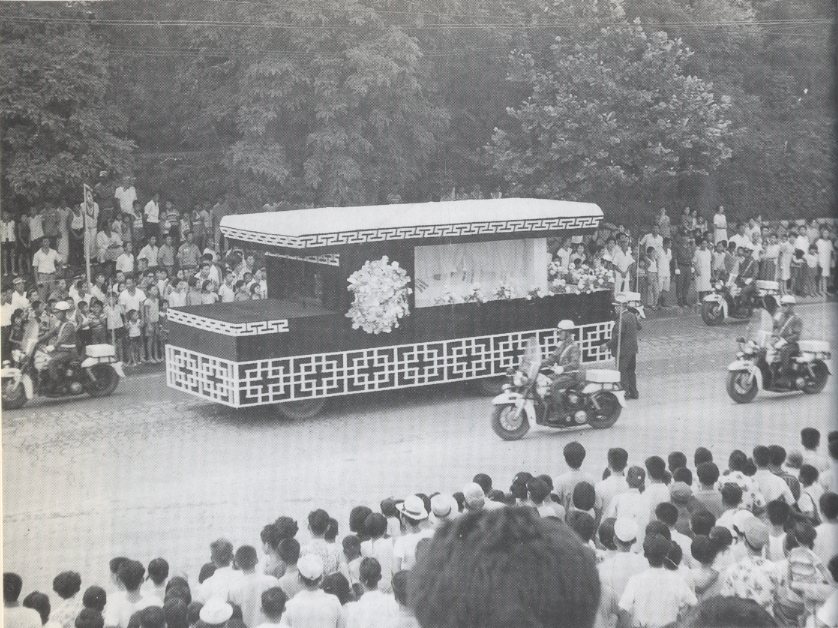
张泽相的國民葬

晩年全力赞助同郷申鉉碻的政治活动，有“TK教父”的昵称。1969年8月1日去世，8月7日举行国民葬，首尔市铜雀区铜雀洞国立首爾顯忠院安葬。